# فلوريان ألبرت
فلوريان ألبرت (بالمجرية: Albert Flórián)‏ (بالمجرية: Flórián Albert)، من مواليد 15 سبتمبر 1941، لاعب كرة قدم هنغاري سابق، كان هداف كأس العالم لكرة القدم 1962 برصيد أربعة أهداف وتقاسم اللقب مع خمسة لاعبين آخرين هم فافا وغارينشيا ودرازين يركوفيتش وفالنتين إيفانوف وليونيل سانشيز. توفي في 31 أكتوبر 2011.

## مسيرته الكروية
لعب فلوريان ألبرت خلال مسيرته الاحترافية مع نادِ واحدٍ في سبعة عشر موسمًا وسجل خلالها 256 هدف ضمن 351 مباراة. حيث فاز في موسمين بالكأس وفي أربعة مواسم بالدوري.
خاض فلوريان ألبرت مسيرته مع نادي فيرينتسفاروشي في موسم 1958–59 ليلعب معه سبعة عشر موسمًا، مشاركًا في 351 مباراة سجل خلالها 256 هدف.